# Janusz Symonides
Janusz Ignacy Symonides (né le 5 mars 1938 à Brześć (alors en Pologne) et mort le 23 avril 2020 à Varsovie) est un juriste, diplomate et professeur d'université polonais.

## Biographie
Professeur à la faculté de droit de l'université de Varsovie, ses publications portent principalement sur plusieurs domaines : droits de l'homme, droit de la mer, théorie du droit international, organisations internationales et universelles, politique européenne de sécurité et questions de désarmement, éducation pour la paix.
Né le 5 mars 1938 à Brest-sur-le-Boug en Pologne, Janusz Symonides est diplômé du lycée de Torun avec distinction en 1954. En 1959, il a obtenu une maîtrise en droit de l’École principale des affaires étrangères de Varsovie. En 1963, son doctorat en droit de l'université Nicolas-Copernic de Torun ouvre la voie à une remarquable carrière académique. À l'âge de 29 ans, il a été habilité en droit international à l'université Adam-Mickiewicz de Poznań tandis que de 1969 à 1973, il était l'un des plus jeunes vice-recteurs de l'université Nicolas-Copernic de Torun et directeur de l'Institut des sciences juridiques et constitutionnelles. En 1973, il est devenu professeur agrégé et en 1980 professeur titulaire. En 1973 - 1980, il a été vice-président du Comité polonais pour la sécurité européenne et président du Conseil de la Société de l'amitié avec les peuples au comité national du front de l'unité. Il était l'un des représentants de la Pologne lors des travaux sur la Convention sur le droit de la mer de Montego Bay. Il a été membre du Comité consultatif juridique du ministère des Affaires étrangères, expert de la dimension humaine de l'OSCE et conciliateur de la Convention de Montego Bay. De 1980 à 1987, il a été directeur de l'Institut polonais des affaires internationales (PISM) au ministère des Affaires étrangères et chargé de cours à l'Institut des relations internationales de la Faculté des sciences politiques et des études internationales de l'université de Varsovie. En 1987, il a cessé d'être directeur du PISM et a enseigné en tant que professeur invité à l'Institut d’études relatives à la sécurité Est-Ouest (New York). 
Après une carrière exceptionnelle en tant qu'expert universitaire et national, le Professeur Symonides a rejoint l'UNESCO en 1989 en tant que directeur de la Division des droits de l'homme, de la démocratie, de la paix et de la tolérance de l'époque. Il a servi à l'UNESCO jusqu'à sa retraite en 2000, laissant derrière lui un héritage impressionnant. Le changement de paysage politique avec la chute du mur de Berlin a conduit à l'émergence des droits de l'homme comme point de référence commun pour la communauté internationale. En effet, les années 90 ont vu une série de développements révolutionnaires avec l'adoption de nouveaux instruments normatifs et la création de nouveaux mécanismes et un plus grand espace pour la promotion de la dignité humaine. La vision stratégique, la minutie et l'autorité intellectuelle du professeur Symonides ont grandement contribué à la position de premier plan de l'UNESCO. Il était l'âme derrière l'élaboration de nouveaux instruments normatifs importants - tels que la Déclaration de principes sur la tolérance (1995) et la Déclaration sur les responsabilités des générations présentes envers les générations futures (1997). Il a été une force motrice soutenant le rôle de chef de file de l'UNESCO avec le Haut-Commissariat aux droits de l'homme alors nouvellement créé pour la mise en œuvre de la Décennie des Nations unies pour l'éducation aux droits de l'homme (1995-2004) et également la contribution de l'Organisation à une commémoration d'un an du 50e anniversaire de la Déclaration universelle des droits de l'homme. Grâce à son énergie et à sa reconnaissance dans les milieux universitaires, la communauté des chaires UNESCO dédiées aux droits de l'homme, à la démocratie, à la paix et à la tolérance - un nouveau type d'institution affiliée à l'UNESCO lancée en 1992 - est devenue l'un des partenaires les plus solides de l'Organisation. Enfin et surtout, il a supervisé la production de nombreuses publications bien connues, y compris le manuel en trois volumes sur les droits de l'homme (« Concepts et normes; Nouvelles dimensions et défis »; et « Protection internationale, surveillance, application: protection internationale, surveillance, application ») et l'outil « Un guide des droits de l'homme ». L'UNESCO est restée dans son cœur pendant sa retraite. Il a continué à contribuer aux travaux de l'UNESCO, en soulignant sa participation au groupe d'experts qui a élaboré la Déclaration de Venise sur le droit de profiter des avantages du progrès scientifique et de son application et son appartenance au jury du Prix UNESCO / Bilbao pour la promotion d’une culture des droits de l'homme, décerné pour la dernière fois en 2012.
Après avoir quitté l'UNESCO, il est retourné en Pologne et est devenu maître de conférences à l'Institut des relations internationales de l'université de Varsovie et chef du Département de droit international et communautaire de l'Institut des relations internationales de l'Université Nicolaus Copernicus jusqu'en 2010. Il a été conférencier invité dans de nombreuses universités dont un professeur de droit international et de droit de la mer à l'université roumaine de Vlad Ţepeşa, chargé de cours à la Faculté des sciences humaines de l'Académie sociale polonaise des sciences. En 1999, il a reçu un doctorat honoris causa de l'université de Windsor.
Il a continué de contribuer aux travaux des organes internationaux sur les droits de l'homme et a également été expert pour le Mécanisme pour la dimension humaine de l'OSCE, 2003-2006 ; Arbitre et conciliateur de la Convention sur le droit de la mer, 2004-2020 ; Membre polonais de la Cour permanente d'arbitrage, 2005-2017 ; Membre du Tribunal arbitral pour l'Arctic Sunrise (Pays-Bas c. Russie), 2014-2017, juge ad hoc de la Cour européenne des droits de l'homme, 2018-2020.
Le professeur Symonides est l'auteur de plus de 600 publications, dont 40 livres et manuels, sur les droits de l'homme, le droit de la mer, le droit international et les relations internationales. Il a également été membre de nombreux comités de rédaction et conseils scientifiques, et a participé à plus de 250 conférences, séminaires et symposiums internationaux et a donné des conférences dans de nombreux pays et institutions tels que l'Académie de droit international de La Haye, 1988; Séminaire de Salzbourg; Séminaire de Dubrovnik; Institut international des droits de l'homme, Strasbourg; Institut de droit international public de Thessalonique; Université d'été des droits de l'homme, Genève.
Janusz Symonides laisse dans le deuil son épouse Magda Symonides et quatre enfants Bartosz, Marta, Michał et Karolina.

## Distinctions
- Officier de l'ordre Polonia Restituta
- Commandeur de l'ordre Polonia Restituta
- Prix de première classe de Min of Educ
- Médaille d'or pour longs états de service
- Croix d'or du Mérite
- « Bene Merito » pour la reconnaissance des mérites dans la promotion et le renforcement de la position de la Pologne sur la scène internationale
- Docteur honoris causa de l'université de Windsor (1999)

## Ouvrages
- (en) Human Rights : New Dimensions and Challenges, 1998, réédition 2010  (ISBN 978-92-3-103582-1)
- (en) Human Rights: Concept and Standards, Collection : UNESCO,  (ISBN 0-7546-2025-5)